# 加利·麥亞里士打
加利·麥亞里士打，MBE（1964年12月25日—），出生在馬瑟威爾，是一名蘇格蘭足球領隊兼前足球員，曾於阿士東維拉擔任助理領隊及看守領隊。
麥亞里士打司職中場，亦可客串翼鋒。他的球員生涯長達20年。當時年僅20歲的他在轉會至李斯特城前已經是馬瑟韋爾的球員。不久後，麥亞里士打轉投列斯聯，隨即協助球隊取得甲級聯賽冠軍（未改制為英超前的英格蘭最頂級聯賽），由於列斯聯成績每況愈下，他不情願地轉投高雲地利，並帶領球隊一次又一次脫離降班區，最終在35歲時轉投利物浦，並到達其整個足球生涯的顛峰，他協助利物浦在兩年內拿下五個獎盃，最終重回高雲地利並光榮退役。
麥亞里士打和大多數球員一樣，希望在職業生涯完結後成為領隊，當時還是高雲地利球員的他在2002年4月兼任了高雲地利的領隊。在2004年1月12日，他因為需要照顧其身患乳癌的妻子而辭任領隊職務，其妻則在2006年3月3日病逝。其妻去世後約兩年，麥亞里士打於2008年1月重返列斯聯擔任領隊一職以取代前往紐卡素擔任足球總監的丹尼斯·韋斯。2008年12月21日，他被列斯聯解僱。

## 球員生涯
麥亞里士打的球員生涯在馬瑟韋爾開始。在1985年蘇格蘭盃四強戰對些路迪的賽事中，他出色的表現吸引了當時李斯特城主帥哥頓·米尼的注視，最終他在同年聯同隊友雅利·梅哲連（Ally Mauchlen）以25萬英鎊身價一併轉投李斯特城。
隨後，麥亞里士打相繼加盟多個英格蘭球會，分別是列斯聯、高雲地利和利物浦，他出色的表現，亦令他成為蘇格蘭國腳。

### 列斯聯
1990年7月2日，麥亞里士打以100萬英鎊身價加盟了當時剛升級英格蘭頂級聯賽的列斯聯，取代離隊轉投的雲尼·鍾斯的席位，他在加盟後的首季協助球會以第4名完成賽季並且打進了聯賽盃四強。
他在列斯聯一直表現不俗，最終在1991/92年球季，麥亞里士打、哥頓·史特根、大衛·柏堤和加利·史必組成的四人中場線，協助球隊成功奪得最後一屆英甲冠軍（未改為英超前的英格蘭最頂級聯賽）。
列斯聯雖然取得最後一屆英甲冠軍，不過在改制後的英超，成績卻有所下滑。1992/93年球季，他雖然未能為球會帶來聯賽冠軍，但列斯聯仍能取得社區盾，但在1993/94年球季列斯聯只能取得第17名的劣績。1994/95年球季，列斯聯的成績依然強差人意，只能取得第16名，球會在聯賽盃卻奇蹟地打入了決賽，但最終不敵阿士東維拉，最終逼使麥亞里士打在1995/96年球季離開列斯聯，轉為加盟高雲地利。
他在效力列斯聯的六個賽季中合共上陣了294場並攻入45球。

### 高雲地利
1996年7月26日，麥亞里士打加盟由朗·艾堅遜領軍的高雲地利，轉會費達300萬英鎊，高雲地利險些便在他加盟後降班，朗·艾堅遜轉任足球總監，由隊友哥頓·史特根擔任球員兼領隊後，球會成績亦沒有明顯改善，此後高雲地利一直在降班邊緣徘徊。

### 利物浦
2000年7月1日，麥亞里士打透過博斯曼法案轉投了利物浦，當時他已達35歲高齡了。當時利物浦領隊熱拉爾·侯利亞引入麥亞里士打的舉動，令很多人都非常驚訝，不過他卻以優秀的表現擊退了外界的質疑。8月21日，他首次為利物浦正選上陣作客出戰阿仙奴的賽事，卻在上半場即被球證出示紅牌驅逐離場。然而，他逐漸以出色的表現及重要時刻的入球鞏固了他的正選席位，2001年2月25日，聯賽盃決賽對伯明翰城的賽事中，他於下半場後段後補上陣，直到加時後雙方仍然1-1平手，他在互射十二碼階段為利物浦主射首球，順利入網協助球隊以5-4的比分獲勝，從而揭開盃賽五連冠的序幕。他在歐協盃四強次回合主場的賽事中射入十二碼協助球隊擊敗巴塞羅拿，球會得以成功闖進了決賽。三天前，利物浦在對愛華頓的默西賽德郡打吡中，他在94分鐘以一記44碼外的自由球擊敗對手，麥亞里士打一連串絕佳的表現令他成為了晏菲路的傳奇人物，相同的情形亦先後在對高雲地利和巴拉福特的賽事中出現，他總共連續上陣5次並取得5個入球。這些關鍵球令利物浦奪得歐洲冠軍聯賽的資格，這時外界都認為利物浦太遲簽下麥亞里士打了。他在足總杯決賽對阿仙奴的賽事中後備入替，米高·奧雲把握了麥亞里士打的其中一個自由球施射被擋出後補射中鵠，最終擊敗對手。四天後，他在歐協盃對艾拉維斯的賽事中正選上陣，他的十二碼進球和一次令對方球員擺烏龍的自由球協助球隊以5-4的比數擊敗對手。翌季，他在8月12日揭幕戰對曼聯的社區盾賽事中，以一次十二碼入球再次協助利物浦奪冠。8月24日，在歐洲超級盃對歐聯冠軍拜仁慕尼黑的賽事中，他正選上陣，最終利物浦以3-2的比分獲勝並贏取了第五項盃賽冠軍。
麥亞里士打憑著其老練的經驗帶領著利物浦一眾年青球員，協助利物浦取得五項盃賽冠軍分別是聯賽盃、足總杯、歐協盃、社區盾和歐洲超霸盃。2001年2月，他的良好表現使其獲續 1 年新約。此外，他亦奪得2001年4月份超級聯賽的「每月最佳球員」。2001年12月，他獲頒發MBE勳銜，以表揚他對足球的貢獻。
2002年5月13日，麥亞里士打在對葉士域治的告別戰中後備入替上陣後離開了利物浦。完場後，全場觀眾均起立並向這一位僅效力了兩年的英雄（Kop Hero）鼓掌，他總共代表利物浦上陣87次，並且攻入9球，他的成功和莫大的貢獻使他成為100位讓利物浦地動山搖的球員（100 Players Who Shook The Kop）之一。

## 國際賽生涯
麥亞里士打為蘇格蘭效力長達9年，出場57次攻入5球，於1990年4月25日首次代表蘇格蘭主場友賽東德，他曾經代表蘇格蘭出戰1990年的世界盃和1996年歐洲國家盃，在後者更擔任隊長之職，但在分組賽對英格蘭時射失十二碼，未能及時扳平，最終以0-2的比分不敵對手，全失兩分，而蘇格蘭最終在分組賽與荷蘭同得4分，以兩個得失球差不及對方無緣晉級。1997年，仍然在效力高雲地利的他十字韌帶撕裂，因而缺席1998年的世界盃，於2000年才正式告別國際賽，最後一場於1999年3月31日在2000年歐洲足球錦標賽外圍賽主場敗於捷克，而他亦在球迷的噓聲中結束國家隊生涯。另外，他亦是蘇格蘭足球國際賽代表榮譽榜的其中一員。

## 領隊生涯

### 高雲地利
最後，麥亞里士打於2002年4月24日重返高雲地利，成為球員兼領隊，雖然已達38歲高齡及出賽超過 700 場，麥亞里士打仍然無意退役。他曾獲選為2002年12月份英甲「每月最佳領隊」，但球隊狀態隨即下滑，直至球季結束只能取得一場勝仗。在2004年1月12日，他由於需要照顧患上乳癌的妻子而辭任領隊職務，其妻於2006年3月3日病逝。2007年底，他否認會接掌蘇格蘭代表隊的帥印。

### 列斯聯
2008年1月29日，麥亞里士打接替丹尼斯·韋斯成為列斯聯的領隊。他帶領列斯聯在季前被扣15分的情況下獲得聯賽第5位而參加升級附加賽，列斯聯雖然準決賽兩回合累計3-2淘汰卡素爾，不過球會在決賽中卻不敵同來自約克郡的唐卡士打而無緣升級。
2008/09年球季，列斯聯開季成績不俗，但是踏入球季中段成績開始下滑，球會在11月30日於足總盃第二圈被非聯賽球隊希斯頓所淘汰。12月15日，列斯聯在連敗4場跌出升級附加賽名次後，麥亞里士打仍然堅稱球隊沒有危機。12月20日，列斯聯作客1-3負於米尔顿凯恩斯，他於翌日被辭退。2008年12月28日，原黑池領隊西蒙·加利臣接任其位置。
2009年9月21日，蘇格蘭領隊佐治·貝利邀請麥亞里士打加入國家隊教練團，但他以希望再次全職執教一支英格蘭球隊而婉拒。9月28日，據報麥亞里士打將會加盟排於英超末席的樸茨茅夫，擔任保羅·赫特的助理領隊，兩人曾經在列斯聯共事，當時麥亞里士打還是球員身份，而保羅·赫特則擔任青年軍教練，最終由於條件不合而拉倒。

### 米杜士堡及阿士東維拉
2010年5月20日，麥亞里士打被米杜士堡領隊前隊友哥頓·史特根任命為一隊教練。上任四個月後，舊上司前利物浦領隊热拉尔·乌利耶重返英超執教阿士東維拉，麥亞里士打獲邀擔任其助理領隊。2011年4月21日，热拉尔·乌利耶患病入院，麥亞里士暫代職務，並負責領軍出戰。雖然热拉尔·乌利耶於4月28日出院，但本季內不會返回維拉視事，麥亞里士打繼任處任球季餘下賽事。
2011年6月20日，麥亞里士已離開阿士東維拉。

## 數據

### 球員數據
| 球會     | 賽季        | 聯賽     | 聯賽數據 | 聯賽數據 | 蘇格蘭足總盃 | 蘇格蘭足總盃 | 蘇格蘭聯賽盃 | 蘇格蘭聯賽盃 | 歐洲 | 歐洲 | 其他 | 其他 | 總計 | 總計 |
| 球會     | 賽季        | 聯賽     | 上陣     | 入球     | 上陣         | 入球         | 上陣         | 入球         | 上陣 | 入球 | 上陣 | 入球 | 上陣 | 入球 |
| -------- | ----------- | -------- | -------- | -------- | ------------ | ------------ | ------------ | ------------ | ---- | ---- | ---- | ---- | ---- | ---- |
| 馬瑟韋爾 | 1981-82球季 | 蘇甲     | 1        | 0        | ?            | ?            | ?            | ?            | ?    | ?    | ?    | ?    | 1    | 0    |
| 馬瑟韋爾 | 1982-83球季 | 蘇超     | 1        | 0        | ?            | ?            | ?            | ?            | ?    | ?    | ?    | ?    | 1    | 0    |
| 馬瑟韋爾 | 1983-84球季 | 蘇超     | 21       | 0        | ?            | ?            | ?            | ?            | ?    | ?    | ?    | ?    | 21   | 0    |
| 馬瑟韋爾 | 1984-85球季 | 蘇甲     | 35       | 6        | ?            | ?            | ?            | ?            | ?    | ?    | ?    | ?    | 35   | 6    |
| 馬瑟韋爾 | 1985-86球季 | 蘇超     | 1        | 0        | ?            | ?            | ?            | ?            | ?    | ?    | ?    | ?    | 1    | 0    |
| 馬瑟韋爾 | 總計        | 總計     | 59       | 6        | 0            | 0            | 0            | 0            | 0    | 0    | 0    | 0    | 59   | 6    |
| 球會     | 賽季        | 聯賽     | 聯賽數據 | 聯賽數據 | 足總杯       | 足總杯       | 聯賽杯       | 聯賽杯       | 歐洲 | 歐洲 | 其他 | 其他 | 總計 | 總計 |
| 球會     | 賽季        | 聯賽     | 上陣     | 入球     | 上陣         | 入球         | 上陣         | 入球         | 上陣 | 入球 | 上陣 | 入球 | 上陣 | 入球 |
| 李斯特城 | 1985-86球季 | 甲級聯賽 | 31       | 7        | ?            | ?            | ?            | ?            | ?    | ?    | ?    | ?    | 31   | 7    |
| 李斯特城 | 1986-87球季 | 甲級聯賽 | 39       | 10       | ?            | ?            | ?            | ?            | ?    | ?    | ?    | ?    | 39   | 10   |
| 李斯特城 | 1987-88球季 | 乙級聯賽 | 42       | 9        | ?            | ?            | ?            | ?            | ?    | ?    | ?    | ?    | 42   | 9    |
| 李斯特城 | 1988-89球季 | 乙級聯賽 | 46       | 11       | ?            | ?            | ?            | ?            | ?    | ?    | ?    | ?    | 46   | 11   |
| 李斯特城 | 1989-90球季 | 乙級聯賽 | 43       | 10       | ?            | ?            | ?            | ?            | ?    | ?    | ?    | ?    | 43   | 10   |
| 李斯特城 | 總計        | 總計     | 201      | 47       | 0            | 0            | 0            | 0            | 0    | 0    | 0    | 0    | 201  | 47   |
| 列斯聯   | 1990-91球季 | 甲級聯賽 | 38       | 2        | 6            | 1            | 7            | 2            | 0    | 0    | 4    | 1    | 55   | 6    |
| 列斯聯   | 1991-92球季 | 甲級聯賽 | 42       | 5        | 1            | 0            | 4            | 0            | 0    | 0    | 0    | 0    | 47   | 5    |
| 列斯聯   | 1992-93球季 | 英超     | 32       | 5        | 4            | 2            | 3            | 1            | 5    | 2    | 0    | 0    | 44   | 10   |
| 列斯聯   | 1993-94球季 | 英超     | 42       | 8        | 3            | 0            | 2            | 0            | 0    | 0    | 0    | 0    | 47   | 8    |
| 列斯聯   | 1994-95球季 | 英超     | 41       | 6        | 4            | 0            | 2            | 0            | 0    | 0    | 0    | 0    | 47   | 6    |
| 列斯聯   | 1995-96球季 | 英超     | 36       | 5        | 6            | 3            | 8            | 1            | 4    | 1    | 0    | 0    | 54   | 10   |
| 列斯聯   | 總計        | 總計     | 231      | 31       | 24           | 6            | 26           | 4            | 9    | 3    | 4    | 1    | 294  | 45   |
| 高雲地利 | 1996-97球季 | 英超     | 38       | 6        | 4            | 0            | 4            | 1            | 0    | 0    | 0    | 0    | 46   | 7    |
| 高雲地利 | 1997-98球季 | 英超     | 14       | 0        | 0            | 0            | 4            | 2            | 0    | 0    | 0    | 0    | 18   | 2    |
| 高雲地利 | 1998-99球季 | 英超     | 29       | 3        | 3            | 1            | 1            | 0            | 0    | 0    | 0    | 0    | 33   | 4    |
| 高雲地利 | 1999-00球季 | 英超     | 38       | 11       | 3            | 0            | 2            | 2            | 0    | 0    | 0    | 0    | 43   | 13   |
| 高雲地利 | 總計        | 總計     | 119      | 20       | 10           | 1            | 11           | 5            | 0    | 0    | 0    | 0    | 140  | 26   |
| 利物浦   | 2000-01球季 | 英超     | 30       | 5        | 5            | 0            | 5            | 0            | 9    | 2    | 0    | 0    | 49   | 7    |
| 利物浦   | 2001-02球季 | 英超     | 25       | 0        | 0            | 0            | 1            | 1            | 11   | 0    | 1    | 1    | 38   | 2    |
| 利物浦   | 總計        | 總計     | 55       | 5        | 5            | 0            | 6            | 1            | 20   | 2    | 1    | 1    | 87   | 9    |
| 高雲地利 | 2002-03球季 | 英冠     | 41       | 7        | 3            | 1            | 2            | 1            | 0    | 0    | 0    | 0    | 46   | 9    |
| 高雲地利 | 2003-04球季 | 英冠     | 14       | 3        | 0            | 0            | 0            | 0            | 0    | 0    | 0    | 0    | 14   | 3    |
| 高雲地利 | 總計        | 總計     | 55       | 10       | 3            | 1            | 2            | 1            | 0    | 0    | 0    | 0    | 60   | 12   |
| 生涯總計 | 生涯總計    | 生涯總計 | 720      | 119      | 42           | 8            | 45           | 11           | 29   | 5    | 5    | 2    | 841  | 145  |

### 國際賽入球
| # | 日期           | 場地                   | 對手           | 入球          | 賽果 | 比賽         |
| - | -------------- | ---------------------- | -------------- | ------------- | ---- | ------------ |
| 1 | 1990年10月17日 | 格拉斯哥咸普頓公園球場 | 瑞士           | 52'           | 2-1  | 歐國盃外圍賽 |
| 2 | 1992年5月20日  | 多倫多大學校隊體育場   | 加拿大         | 23'           | 3-1  | 友誼賽       |
| 3 | 1992年5月20日  | 多倫多大學校隊體育場   | 加拿大         | 87'（十二碼） | 3-1  | 友誼賽       |
| 4 | 1992年6月18日  | 北雪平體育公園球場     | 獨立國家聯合體 | 84'           | 3-0  | 歐國盃       |
| 5 | 1997年6月8日   | 明斯克迪納摩體育場     | 白俄羅斯       | 49'（十二碼） | 1-0  | 世界盃外圍賽 |

## 領隊數據
| 球會                    | 國籍   | 由        | 至         | 记录 | 记录 | 记录 | 记录 | 记录 | 记录 | 记录  |
| 球會                    | 國籍   | 由        | 至         | 得分 | 勝   | 和   | 敗   | 进球 | 失球 | 勝率  |
| ----------------------- | ------ | --------- | ---------- | ---- | ---- | ---- | ---- | ---- | ---- | ----- |
| 高雲地利                | 英格兰 | 2002年4月 | 2003年12月 | 76   | 21   | 26   | 29   | 89   | 103  | 27.63 |
| 列斯聯                  | 英格兰 | 2008年1月 | 2008年12月 | 50   | 25   | 8    | 17   | 84   | 61   | 50.00 |
| 阿士東維拉 （看守領隊） | 英格兰 | 2011年4月 | 2011年6月  | 5    | 2    | 2    | 1    | 6    | 5    | 40.00 |
| 总计                    | 总计   | 总计      | 总计       | 131  | 48   | 36   | 47   | 179  | 169  | 36.64 |

## 榮譽
馬瑟韋爾
- 1984/85球季：蘇格蘭甲組聯賽（第二級）

列斯聯
- 1991/92球季：英格蘭甲組聯賽（第一級）
- 1992/93球季：慈善盾
- 1995/96球季：联赛杯亞軍

利物浦
- 2000/01球季：联赛杯、足总杯和歐洲足協杯
- 2001/02球季：慈善盾和歐洲超級盃

個人
- 蘇格蘭足球國際賽代表榮譽榜：上陣57次
- MBE[17]：表彰他對足球界的貢獻。

## 外部連結
- （英文）足球数据库：加利·麥亞里士打的球员统计数据
- （英文）足球資料庫：加利·麥亞里士打的領隊統計數據
- （英文）Full Managerial Stats for Leeds United from WAFLL（页面存档备份，存于）
- （英文）ThisIsAnfield.com Exclusive interview（页面存档备份，存于）
- （英文）Leeds United AFC past player profile
- （英文）Liverpool FC past player profile

| 體育角色           | 體育角色           | 體育角色             |
| ------------------ | ------------------ | -------------------- |
| 前任： 哥頓·史特根 | 列斯聯隊長 1994–96 | 繼任： 盧卡斯·拉迪比 |